# Saint-Mary
Saint-Mary ist eine französische Gemeinde mit 350 Einwohnern (Stand: 1. Januar 2022) im Département Charente in der Region Nouvelle-Aquitaine (vor 2016 Poitou-Charentes); sie gehört zum Arrondissement Confolens und zum Kanton Charente-Bonnieure. Die Einwohner werden Mariussois genannt.

## Geographie
Saint-Mary liegt etwa 29 Kilometer nordöstlich von Angoulême. Saint-Mary wird umgeben von den Nachbargemeinden La Tâche im Norden, Cellefrouin im Norden und Nordosten, Chasseneuil-sur-Bonnieure im Osten und Südosten, Les Pins im Süden, Val-de-Bonnieure im Südwesten und Westen sowie Valence im Nordwesten.

## Bevölkerungsentwicklung
| Jahr                       | 1962 | 1968 | 1975 | 1982 | 1990 | 1999 | 2006 | 2019 |
| Einwohner                  | 452  | 468  | 371  | 315  | 373  | 365  | 367  | 343  |
| Quellen: Cassini und INSEE |      |      |      |      |      |      |      |      |

## Sehenswürdigkeiten
- Kirche Saint-Mary, früheres Priorat
- Schloss Saint-Mary, 1751 erbaut

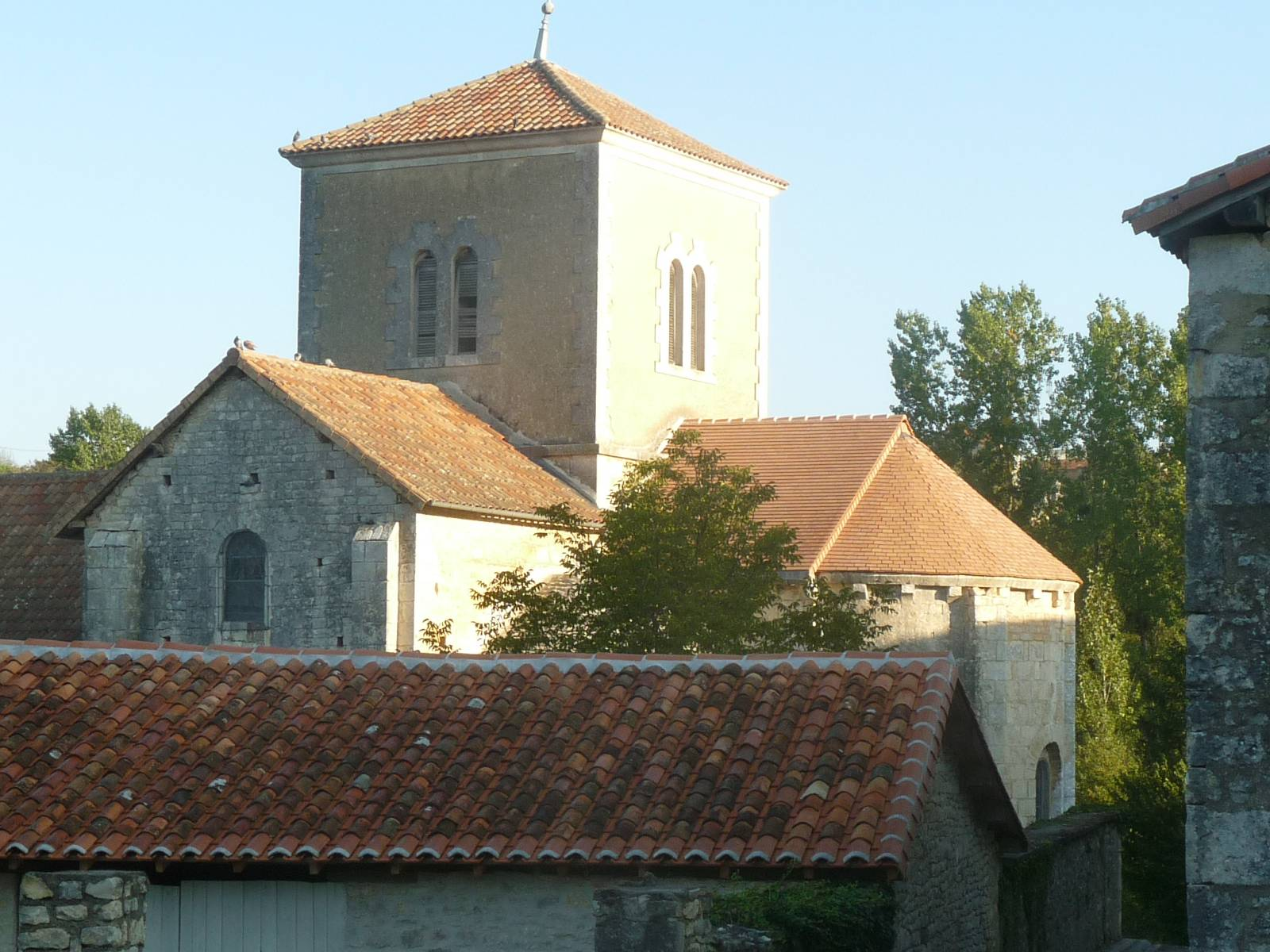
Kirche Saint-Mary
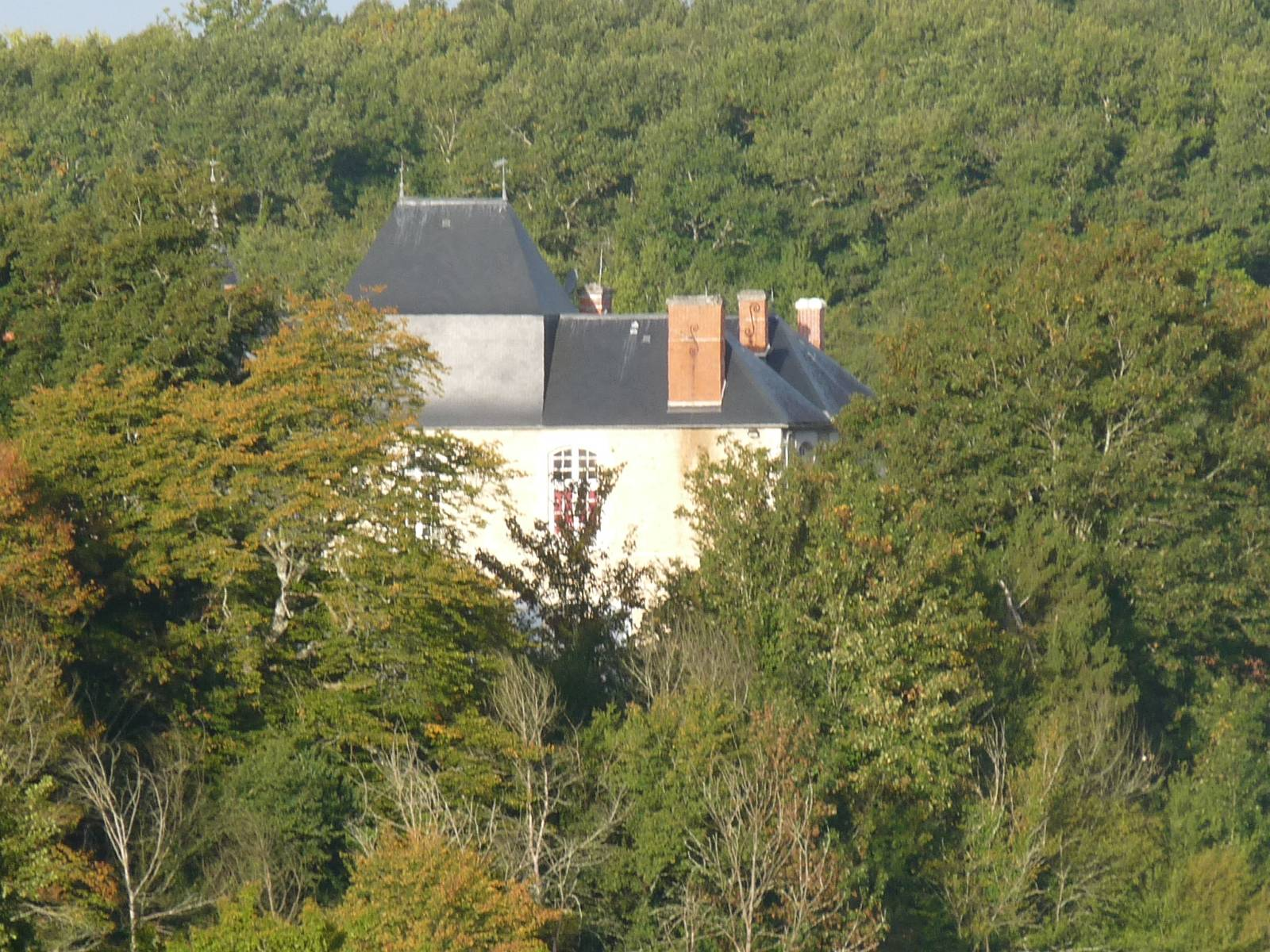
Schloss Saint-Mary